# Madüész szkíta király
Madüész (Μαδύης) (i. e. 645–625.) a királyi szkíták egyik csoportjának fejedelme volt, az asszírok és a szkíták szövetsége által leigázott madaiak hűbérura. Apját – asszír forrásokban Bartatua vagy Partatua, görög hallás szerint Protothüész (Προτοθυης) – követte Média trónján.

## Uralkodása
René Grousset – elnagyolva – ekként nyilatkozik Madüész személyéről, illetve a királyi szkíták szóban forgó csoportjáról: „Megszállta és leigázta Médiát (i. e. kb. 628)…”, „… a médek azonban hamarosan fellázadtak; királyuk Cyaxares lemészárolta a szkíta vezetőket, és a szkíták maradékai visszatértek a Kaukázuson át Dél-Oroszországba.”
Hérodotosz ekként nyilatkozik e kérdésben: „A scythák mintegy huszonnyolcz évig uralkodtak Ázsiában s erőszakuk és hanyagságuk által minden föl volt forgatva; mert a rendes adón kivül beszedték minden egyestől azt mit mindegyikre önkényt kivetettek s ezen adón kivül körülnyargaltak és elrablák azt, a mi mindegyiknek sajátja volt. Ezek többségét Cyaxares és a Médok meghíván vendégekül és leitatván, megölték. És igy visszaszerezték országukat a Médok s uralkodtak azokon, kiken az előtt is. S Ninivét is vették be (miként vették pedig be, azt más elbeszélésben fogom előadni) s az Assyriusokat is alávetették magoknak, kivéve Babylónia vidékét. Ezek után Cyaxares negyven évig uralkodván, azokkal együtt, melyek alatt a scythák uralkodtak, meghalt.” – I. könyv, 106. szakasz (Télfy János fordítása).
Madüész uralkodásának idejéből nagyon kevés feljegyzés maradt fenn, és a neki tulajdonított cselekedeteket jobbára nem lehet pontosan keltezni. Az i. e. 630-as vagy 620-as években, valószínűleg Kelet-Anatóliában, legyőzte a tréresz (tréroi: τρῆροι) nevű, trák származású népet. A szkíták uralmának – Hérodotosz szerint a fent említett cselfogással – Uvakhsatra (görögösen Küaxarész: Κυαξαρης) vetett véget. Madüész neve utoljára Ninive ostromának idején bukkan fel.
Babilónia és Média szövetsége az i. e. 612. évben elfoglalta Ninivét. Hérodotosz szerint Madüész megütközött Uvakhsatra Ninive alatt táborozó csapataival, történetírónk jelentése azonban nem egyezik más források híreivel. A szkíták, úgy tűnik, végül elpártoltak az asszíroktól. Az i. e. 615. évtől babiloni feljegyzések a médek szövetségeseként említik őket. Vélhetően a babilóniai hadseregben is szolgáltak szkíta harcosok.
Lásd még: Szkíták a Kaukázuson túl.

## Nevének magyarázata
Mészáros Gyula szerint a feltételezett hatti *Ma-du-ṷa szó jelentése A Nagy.
Kullanda szerint a feltételezett szkíta *madu (avesztai *mantu) kifejezés értelme tanácsadó, kormányzó.
Tohtaszjev szerint a feltételezett szkíta *madava, *madu szó értelme réz.
Buharin szerint a feltételezett szkíta *mādaya (méd *mādṷa) kifejezés tartalma madai (méd illetőségű). Vélhetően e magyarázat áll legközelebb a valósághoz. Másképpen fogalmazva, a görögös Μαδύης név jelentése a szkíták nyelvén valószínűleg „Madai”.